# Spårvägar i Danmark
Spårvägar i Danmark fanns historiskt fram till 1972 i Köpenhamn, Århus och Odense. Sedan 2017 har de tre historiska spårvägsstäderna byggt eller planerat snabbspårvägar, på danska letbane. För närvarande (2022) finns spårväg i Århus och Odense.

## Historiska, befintliga och planerade system
|                   | Köpenhamn                            | Århus     | Odense    | Aalborg |
| ----------------- | ------------------------------------ | --------- | --------- | ------- |
| Hästspårväg       | 1863-1915                            | 1884-1895 | -         | -       |
| Ångspårväg        | 1884-1892 (Strandvejens Dampsporvej) | -         | -         | -       |
| Batterispårväg    | 1897-1902                            | -         | -         | -       |
| Elektrisk spårväg | 1899-1972                            | 1904-1971 | 1911-1952 | -       |
| Trådbuss          | 1927-1971, 1993-1998 (duobuss)       | -         | 1939-1959 | -       |
| S-tog             | 1934-                                | -         | -         | -       |
| Metro             | 2002-                                | -         | -         | -       |
| Letbane           | 2025-                                | 2017-     | 2022-     | ?-      |

- Den elektriska spårvägen i Århus mellan 1904 och 1971 hade meterspår. Alla andra anläggningar, inklusive hästspårvägen i Århus, har varit normalspåriga.
- Sporvejsmuseet Skjoldenæsholm öppnade 1978 nära Jystrup ungefär 50 km väster om Köpenhamn.

## Framtid
I centrala Köpenhamn öppnade den första metrolinjen 2002. I Århus återkom spårväg 2017 och i Odsense 2022. I Köpenhamnsregionen byggs nu snabbspårvägslinjer. Den term som i allmänhet används på danska är letbane, det vill säga "lättbana", lånat från engelska "light rail". De nya systemen har dock även inslag av gatuspårväg.

### Århus
I Århus används de två äldre järnvägarna Grenåbanen och Odderbanen. Dessa gick 2012-2016 i gemensam trafik som Aarhus Nærbane. Sträckan på Grenåbanen mellan Århus centralstation (hovedbanegården) och Nørreport har fått dubbelspår. Det har också att dragits ett nytt dubbelspår genom norra Århus från Nørreport via Skejby till Lystrups station på Grenåbanen. Genom att kombinera spårväg och järnväg skapas en duospårväg. Hela sträckan mellan Odder och Grenå har elektrifierats. Spårvägstrafiken startade 2017 i centrala Århus. Linjen till Odder öppnade år 2018 och linjen till Grenår år 2019. På längre sikt finns det planer på ytterligare sträckor inom Århus och i den omgivande regionen Midtjylland.

### Odense
I Odense finns en spårväg från Tarup i nordvästra Odense via Odense järnvägsstation, Syddansk Universitet och Odense Universitetshospital till Hjallese i söder. Linjen trafikeras av konventionella spårvagnar och till skillnad från i Århus finns inga planer på regionala linjer. År 2015 påbörjades arbetena och linjen invigdes 28 maj 2022. Odense har också lokaltåg på järnvägen Svendborgbanen, som fortsatt ska räknas som järnväg.

### Ring 3, Köpenhamn
Genom åtta förortskommuner väster om Köpenhamn byggs en snabbspårväg, Hovedstadens Letbane, ungefär parallellt med vägen Ring 3 ca 10 km från Köpenhamns centrum. Banan blir en tvärförbindelse, med en funktion liknande Tvärbanan i Stockholm och Spårjokern i Helsingfors. Busstrafiken längs Ring 3 är idag omfattande. Elva kommuner samarbetar kring projektet och banan började byggas 2018. Det gäller en spårväg från Lundtofte i norr, via Kongens Lyngby, Herlev och Glostrup, till Ishøj i söder. Trafiken förväntas starta 2025.